# Indian Wells Open 2009 - Qualificazioni singolare maschile
Le qualificazioni del singolare maschile dell'Indian Wells Open 2009 sono state un torneo di tennis preliminare per accedere alla fase finale della manifestazione. I vincitori dell'ultimo turno sono entrati di diritto nel tabellone principale. In caso di ritiro di uno o più giocatori aventi diritto a questi sono subentrati i lucky loser, ossia i giocatori che hanno perso nell'ultimo turno ma che avevano una classifica più alta rispetto agli altri partecipanti che avevano comunque perso nel turno finale.
Le qualificazioni dell'Indian Wells Open  2009 prevedevano 48 partecipanti di cui 12 sono entrati nel tabellone principale.

## Teste di serie
1. Thomaz Bellucci (Qualificato)
2. Björn Phau (Qualificato)
3. Evgenij Korolëv (primo turno)
4. Paul Capdeville (ultimo turno)
5. Robert Kendrick (Qualificato)
6. Kevin Kim (Qualificato)
7. Daniel Köllerer (Qualificato)
8. Michael Berrer (Qualificato)
9. Simon Greul (primo turno)
10. Flavio Cipolla (ultimo turno)
11. Thiago Alves (primo turno)
12. Benjamin Becker (ultimo turno)

1. Marco Chiudinelli (primo turno)
2. Olivier Patience (ultimo turno)
3. Santiago Giraldo (Qualificato)
4. Michael Russell (primo turno)
5. Michael Lammer (primo turno)
6. Brendan Evans (Qualificato)
7. Scoville Jenkins (primo turno)
8. Assente
9. Rik De Voest (Qualificato)
10. Ricardo Mello (ultimo turno)
11. Łukasz Kubot (primo turno)
12. Sébastien de Chaunac (ultimo turno)

## Qualificati
1. Thomaz Bellucci
2. Björn Phau
3. Rik De Voest
4. Todd Widom
5. Robert Kendrick
6. Kevin Kim

1. Daniel Köllerer
2. Michael Berrer
3. Michael Russell
4. Santiago Giraldo
5. Brendan Evans
6. Michael Lammer

## Tabellone

### Legenda
| - Q = Qualificato - WC = Wild card - LL = Lucky loser | - ALT = Alternate - SE = Special Exempt - PR = Protected Ranking | - w/o = Walkover - r = Ritirato - d = Squalificato |

### Sezione 1
|  | Primo turno | Primo turno     | Primo turno     | Primo turno | Primo turno |  |  | Ultimo turno | Ultimo turno    | Ultimo turno | Ultimo turno | Ultimo turno |  |
|  |             |                 |                 |             |             |  |  |              |                 |              |              |              |  |
|  | 1           | Thomaz Bellucci | Thomaz Bellucci | 6           | 6           |  |  |              |                 |              |              |              |  |
|  |             | Roman Borvanov  | Roman Borvanov  | 1           | 0           |  |  | 1            | Thomaz Bellucci | 4            | 6            | 6            |  |
|  |             | Marc López      | Marc López      | 6           | 6           |  |  |              | Marc López      | 6            | 3            | 4            |  |
|  | 23          | Łukasz Kubot    | Łukasz Kubot    | 4           | 4           |  |  |              |                 |              |              |              |  |

### Sezione 2
|  | Primo turno | Primo turno          | Primo turno          | Primo turno | Primo turno |  |  | Ultimo turno | Ultimo turno         | Ultimo turno         | Ultimo turno | Ultimo turno |  |
|  |             |                      |                      |             |             |  |  |              |                      |                      |              |              |  |
|  | 2           | Björn Phau           | Björn Phau           | 6           | 6           |  |  |              |                      |                      |              |              |  |
|  |             | John-Paul Fruttero   | John-Paul Fruttero   | 4           | 1           |  |  | 2            | Björn Phau           | Björn Phau           | 6            | 6            |  |
|  | 24          | Sébastien de Chaunac | Sébastien de Chaunac | 6           | 7           |  |  | 24           | Sébastien de Chaunac | Sébastien de Chaunac | 2            | 4            |  |
|  |             | Dušan Vemić          | Dušan Vemić          | 1           | 5           |  |  |              |                      |                      |              |              |  |

### Sezione 3
|  | Primo turno | Primo turno        | Primo turno        | Primo turno | Primo turno |  |  | Ultimo turno | Ultimo turno    | Ultimo turno    | Ultimo turno | Ultimo turno |  |
|  |             |                    |                    |             |             |  |  |              |                 |                 |              |              |  |
|  |             | Nicholas Monroe    | 7                  | 1           | 6           |  |  |              |                 |                 |              |              |  |
|  | 3           | Evgenij Korolëv    | 63                 | 6           | 2           |  |  |              | Nicholas Monroe | Nicholas Monroe | 3            | 4            |  |
|  | 21          | Rik De Voest       | Rik De Voest       | 6           | 6           |  |  | 21           | Rik De Voest    | Rik De Voest    | 6            | 6            |  |
|  |             | Tigran Martirosyan | Tigran Martirosyan | 0           | 4           |  |  |              |                 |                 |              |              |  |

### Sezione 4
|  | Primo turno  | Primo turno     | Primo turno  | Primo turno | Primo turno |  |  | Ultimo turno | Ultimo turno    | Ultimo turno | Ultimo turno | Ultimo turno |  |
|  |              |                 |              |             |             |  |  |              |                 |              |              |              |  |
|  | 4            | Paul Capdeville | 4            | 6           | 6           |  |  |              |                 |              |              |              |  |
|  |              | Jesse Witten    | 6            | 2           | 4           |  |  | 4            | Paul Capdeville | 2            | 6            | 3            |  |
|  | Todd Widom   | Todd Widom      | Todd Widom   | 6           | 6           |  |  |              | Todd Widom      | 6            | 3            | 6            |  |
|  | Stephen Bass | Stephen Bass    | Stephen Bass | 3           | 4           |  |  |              |                 |              |              |              |  |

### Sezione 5
|  | Primo turno | Primo turno       | Primo turno       | Primo turno | Primo turno |  |  | Ultimo turno | Ultimo turno    | Ultimo turno    | Ultimo turno | Ultimo turno |  |
|  |             |                   |                   |             |             |  |  |              |                 |                 |              |              |  |
|  | 5           | Robert Kendrick   | Robert Kendrick   | 6           | 6           |  |  |              |                 |                 |              |              |  |
|  |             | Alexander Domijan | Alexander Domijan | 2           | 2           |  |  | 5            | Robert Kendrick | Robert Kendrick | 6            | 6            |  |
|  | 22          | Ricardo Mello     | Ricardo Mello     | 6           | 6           |  |  | 22           | Ricardo Mello   | Ricardo Mello   | 4            | 4            |  |
|  |             | Daniel Yoo        | Daniel Yoo        | 4           | 4           |  |  |              |                 |                 |              |              |  |

### Sezione 6
|  | Primo turno | Primo turno        | Primo turno        | Primo turno | Primo turno |  |  | Ultimo turno | Ultimo turno     | Ultimo turno | Ultimo turno | Ultimo turno |  |
|  |             |                    |                    |             |             |  |  |              |                  |              |              |              |  |
|  | 6           | Kevin Kim          | Kevin Kim          | 6           | 6           |  |  |              |                  |              |              |              |  |
|  |             | Vladimir Obradovic | Vladimir Obradovic | 4           | 2           |  |  | 6            | Kevin Kim        | 64           | 6            | 6            |  |
|  |             | Scoville Jenkins   | Scoville Jenkins   | 6           | 6           |  |  |              | Scoville Jenkins | 7            | 2            | 1            |  |
|  | 19          | Sam Warburg        | Sam Warburg        | 2           | 3           |  |  |              |                  |              |              |              |  |

### Sezione 7
|  | Primo turno | Primo turno       | Primo turno       | Primo turno | Primo turno |  |  | Ultimo turno | Ultimo turno      | Ultimo turno      | Ultimo turno | Ultimo turno |  |
|  |             |                   |                   |             |             |  |  |              |                   |                   |              |              |  |
|  | 7           | Daniel Köllerer   | Daniel Köllerer   | 6           | 6           |  |  |              |                   |                   |              |              |  |
|  |             | George Bastl      | George Bastl      | 4           | 2           |  |  | 7            | Daniel Köllerer   | Daniel Köllerer   | 6            | 6            |  |
|  |             | Marco Chiudinelli | Marco Chiudinelli | 7           | 6           |  |  |              | Marco Chiudinelli | Marco Chiudinelli | 4            | 2            |  |
|  | 13          | Jesse Levine      | Jesse Levine      | 64          | 1           |  |  |              |                   |                   |              |              |  |

### Sezione 8
|  | Primo turno | Primo turno       | Primo turno       | Primo turno | Primo turno |  |  | Ultimo turno | Ultimo turno     | Ultimo turno     | Ultimo turno | Ultimo turno |  |
|  |             |                   |                   |             |             |  |  |              |                  |                  |              |              |  |
|  | 8           | Michael Berrer    | 63                | 6           | 6           |  |  |              |                  |                  |              |              |  |
|  |             | Rajeev Ram        | 7                 | 2           | 4           |  |  | 8            | Michael Berrer   | Michael Berrer   | 6            | 7            |  |
|  | 14          | Olivier Patience  | Olivier Patience  | 7           | 6           |  |  | 14           | Olivier Patience | Olivier Patience | 4            | 5            |  |
|  |             | Gregory Ouellette | Gregory Ouellette | 68          | 4           |  |  |              |                  |                  |              |              |  |

### Sezione 9
|  | Primo turno | Primo turno     | Primo turno     | Primo turno | Primo turno |  |  | Ultimo turno    | Ultimo turno    | Ultimo turno    | Ultimo turno | Ultimo turno |  |
|  |             |                 |                 |             |             |  |  |                 |                 |                 |              |              |  |
|  |             | Nicolás Todero  | 3               | 6           | 6           |  |  |                 |                 |                 |              |              |  |
|  | 9           | Simon Greul     | 6               | 2           | 1           |  |  | Nicolás Todero  | Nicolás Todero  | Nicolás Todero  | 3            | 1            |  |
|  |             | Michael Russell | Michael Russell | 6           | 6           |  |  | Michael Russell | Michael Russell | Michael Russell | 6            | 6            |  |
|  | 16          | Stéphane Bohli  | Stéphane Bohli  | 1           | 2           |  |  |                 |                 |                 |              |              |  |

### Sezione 10
|  | Primo turno | Primo turno      | Primo turno      | Primo turno | Primo turno |  |  | Ultimo turno | Ultimo turno     | Ultimo turno     | Ultimo turno | Ultimo turno |  |
|  |             |                  |                  |             |             |  |  |              |                  |                  |              |              |  |
|  | 10          | Flavio Cipolla   | 65               | 7           | 7           |  |  |              |                  |                  |              |              |  |
|  |             | Lester Cook      | 7                | 63          | 5           |  |  | 10           | Flavio Cipolla   | Flavio Cipolla   | 3            | 1            |  |
|  | 15          | Santiago Giraldo | Santiago Giraldo | 6           | 6           |  |  | 15           | Santiago Giraldo | Santiago Giraldo | 6            | 6            |  |
|  |             | Tobias Summerer  | Tobias Summerer  | 0           | 1           |  |  |              |                  |                  |              |              |  |

### Sezione 11
|  | Primo turno | Primo turno    | Primo turno    | Primo turno | Primo turno |  |  | Ultimo turno | Ultimo turno   | Ultimo turno | Ultimo turno | Ultimo turno |  |
|  |             |                |                |             |             |  |  |              |                |              |              |              |  |
|  |             | Tobias Clemens | Tobias Clemens | 6           | 6           |  |  |              |                |              |              |              |  |
|  | 11          | Thiago Alves   | Thiago Alves   | 2           | 0           |  |  |              | Tobias Clemens | 7            | 4            | 62           |  |
|  | 18          | Brendan Evans  | Brendan Evans  | 6           | 6           |  |  | 18           | Brendan Evans  | 5            | 6            | 7            |  |
|  |             | Colt Gaston    | Colt Gaston    | 3           | 4           |  |  |              |                |              |              |              |  |

### Sezione 12
|  | Primo turno | Primo turno     | Primo turno     | Primo turno | Primo turno |  |  | Ultimo turno | Ultimo turno    | Ultimo turno | Ultimo turno | Ultimo turno |  |
|  |             |                 |                 |             |             |  |  |              |                 |              |              |              |  |
|  | 12          | Benjamin Becker | Benjamin Becker | 6           | 7           |  |  |              |                 |              |              |              |  |
|  |             | Lukáš Dlouhý    | Lukáš Dlouhý    | 4           | 5           |  |  | 12           | Benjamin Becker | 6            | 64           | 3            |  |
|  |             | Michael Lammer  | 2               | 6           | 7           |  |  |              | Michael Lammer  | 3            | 7            | 6            |  |
|  | 17          | Donald Young    | 6               | 4           | 5           |  |  |              |                 |              |              |              |  |